# برنارد بي راندولف
برنارد بي راندولف (بالإنجليزية: Bernard P. Randolph)‏ هو ضابط أمريكي، ولد في 10 يوليو 1933 في نيو أورلينز في الولايات المتحدة.